# Hans-Karl von Kupsch
Hans-Karl von Kupsch (* 7. März 1937 in Luckau; † 26. April 2020) war ein deutscher Verwaltungsjurist. Er wirkte von 1973 bis 2000 als Hauptgeschäftsführer des Börsenvereins des Deutschen Buchhandels während einer Umbruchsphase sowohl durch zunehmende Informationstechnik als auch durch die Deutsche Wiedervereinigung. Außerdem führte er gemeinsam mit seiner Frau Hilde eine Galerie für neue Kunst, die Galerie von Kupsch.

## Leben
Kupsch schloss ein Jurastudium mit der Promotion ab, mit einer Dissertation zu Thema Die Bedeutung des § 40 VwGO für die verwaltungsrechtliche Normenkontrolle, mit Bayern als Beispiel. Er arbeitete 35 Jahre für den Börsenverein des Deutschen Buchhandels, als Geschäftsführer des Verleger-Ausschusses von 1966 bis 1973 und dann als erster Hauptgeschäftsführer bis 2000. Während seiner Amtszeit hatte der Verband wirtschaftliche, politische und soziale Veränderungen zu bewältigen, darunter den zunehmenden Einsatz von Informationstechnik im Buchhandel und die Deutsche Wiedervereinigung.
Nach der Wende wurden bei den Buchhändlertagen im Frühjahr 1990 in Leipzig die Weichen gestellt für eine Zusammenführung des Verbandes mit der Organisation in Leipzig und die Vereinigung der Deutschen Bibliothek in Leipzig von 1912 mit der Deutschen Bibliothek Frankfurt von 1946 zur Deutschen Nationalbibliothek in Berlin.
Auch im Ruhestand unterstützte er Leipzig als das deutsche Zentrum für Bücher, mit dem Haus des Buches, der Leipziger Buchmesse und dem Leipziger Buchpreis zur Europäischen Verständigung. Er initiierte ein Büro am Schiffbauerdamm in Berlin, das zu einem „Treffpunkt von Intellektuellen, Politikern, Büchermachern und Künstlern“ wurde. Er wurde 1997 mit dem Bundesverdienstkreuz geehrt und 2001 mit einer Plakette „Dem Förderer des deutschen Buches“.
Kupsch war mit Hilde, geb. Seifert verheiratet; sie hatten drei Kinder. Zusammen führten sie jahrzehntelang eine Kunstgalerie für neue Malerei und Skulpturen in Langen, die Galerie von Kupsch, in der die Künstler zu Vernissagen erschienen. Hans-Karl von Kupsch starb am 26. April 2020 nach einer anhaltenden Lungenerkrankung.

## Nachweise
1. 1 2 3 4   Dr. Hans-Karl von Kupsch In: Börsenblatt, 26. April 2020. Abgerufen im 7. März 2022
2. ↑  7.3.2006: Hans-Karl von Kupsch (70) – BuchMarkt. In: buchmarkt.de. 2006, ehemals im Original (nicht mehr online verfügbar); abgerufen am 16. Mai 2022 (deutsch). (Seite nicht mehr abrufbar. Suche in Webarchiven)
3. 1 2 3 4 5  Klaus-Dieter Lehmann:  Nachruf auf Hans-Karl von Kupsch / Mit Kopf und Herz In: Börsenblatt, 30. April 2020. Abgerufen im 7. März 2022
4. ↑  Hans-Karl von Kupsch: Die Bedeutung des § 40 VwGO für die verwaltungsrechtliche Normenkontrolle: Dargest. an Hand d. in Bayern gegebenen Rechtslage. 1966 (google.de).
5. 1 2  Personalie: Dr. Hans-Karl v. Kupsch geht in den Ruhestand. In: verbaende.com. 2. Mai 2020, abgerufen am 7. März 2022.
6. ↑   Hans-Karl v. Kupsch In: FAZ, 2. Mai 2020. Abgerufen im 7. März 2022
7. 1 2  Klaus Kluge: Nachruf auf Hans-Karl von Kupsch / Mit Kopf und Herz. In: buchmarkt.de. 28. April 2020, abgerufen am 7. März 2022.

| Personendaten    | Personendaten               |
| ---------------- | --------------------------- |
| NAME             | Kupsch, Hans-Karl von       |
| KURZBESCHREIBUNG | deutscher Verwaltungsjurist |
| GEBURTSDATUM     | 7. März 1937                |
| GEBURTSORT       | Luckau, Brandenburg         |
| STERBEDATUM      | 26. April 2020              |